# Kayoko Fukushi
Kayoko Fukushi (福士 加代子?, Fukushi Kayoko; 25 marzo 1982) è una mezzofondista e maratoneta giapponese.

## Palmarès
| Anno | Manifestazione    | Sede              | Evento        | Risultato | Prestazione | Note |
| ---- | ----------------- | ----------------- | ------------- | --------- | ----------- | ---- |
| 2000 | Mondiali juniores | Santiago del Cile | 5000 m piani  | 4ª        | 16'25"01    |      |
| 2002 | Giochi asiatici   | Busan             | 5000 m piani  | Argento   | 14'55"19    |      |
| 2002 | Giochi asiatici   | Busan             | 10000 m piani | Argento   | 30'51"81    |      |
| 2003 | Mondiali          | Parigi            | 5000 m piani  | Batteria  | 15'16"53    |      |
| 2003 | Mondiali          | Parigi            | 10000 m piani | 11ª       | 31'10"57    |      |
| 2004 | Giochi olimpici   | Atene             | 10000 m piani | 26ª       | 33'48"66    |      |
| 2005 | Mondiali          | Helsinki          | 5000 m piani  | 12ª       | 14'59"92    |      |
| 2005 | Mondiali          | Helsinki          | 10000 m piani | 11ª       | 31'03"75    |      |
| 2006 | Giochi asiatici   | Doha              | 10000 m piani | Oro       | 31'29"38    |      |
| 2007 | Mondiali          | Osaka             | 5000 m piani  | 14ª       | 15'19"40    |      |
| 2007 | Mondiali          | Osaka             | 10000 m piani | 10ª       | 32'32"85    |      |
| 2008 | Giochi olimpici   | Pechino           | 5000 m piani  | Batteria  | 15'20"46    |      |
| 2008 | Giochi olimpici   | Pechino           | 10000 m piani | 11ª       | 31'01"14    |      |
| 2009 | Mondiali          | Berlino           | 10000 m piani | 9ª        | 31'23"49    |      |
| 2010 | Giochi asiatici   | Guangzhou         | 5000 m piani  | 5ª        | 15'25"08    |      |
| 2010 | Giochi asiatici   | Guangzhou         | 10000 m piani | 4ª        | 31'55"54    |      |
| 2012 | Giochi olimpici   | Londra            | 5000 m piani  | Batteria  | 15'09"31    |      |
| 2012 | Giochi olimpici   | Londra            | 10000 m piani | 10ª       | 31'10"35    |      |
| 2013 | Mondiali          | Mosca             | Maratona      | Bronzo    | 2h27'45"    |      |
| 2016 | Giochi olimpici   | Rio de Janeiro    | Maratona      | 14ª       | 2h29'53"    |      |